# 2007년 벤쿠버 국제 영화제
제26회 벤쿠버 국제 영화제는 2007년 9월 27일에 열린 시상식이다.

## 수상 및 후보

### 캐나다영화인기상
- 쉬즈 어 보이 아이 뉴 - 그웬 하워스 수상

### 용호상
- 푸지안 블루 - 웡 셔우밍 수상
- 정오의 개 짖는 소리 - 장 위에동 수상

### 다큐멘터리인기상
- Garbage Warrior - Oliver Hodge 수상

### 국제영화인기상
- 페르세폴리스 - 마르잔 사트라피 수상

### 변화를 위한 풍조
- 캐스팅 어 글랜스 - 제임스 베닝
- 카닥 - 피터 브로센 외 1명
- 언포신 - 로라 던
- 빙아이 - 펭 얀
- Garbage Warrior - Oliver Hodge
- 테이큰 포 어 라이드 - 짐 클레인
- 그린 체인 - 마크 레이른-영
- 카 인 유어 라이프 - 테렌스 맥카트니 필게이트
- About Water - Udo Maurer
- 맨 온 랜드 - 애리앤 미셀
- 키퍼스 오브 이든 - 요람 포레스
- 4 엘리먼트 - 지스카 리켈스
- 플래닛(영어판) - 요한 소더버그 외 2명

### lmax 부문
- All Access: Frontrow, Backstage, LIVE - Martyn Atkins
- 타이거 차일드 - 도널드 브리테인
- 블루 플래닛 - 벤 버트
- 링 오브 파이어 - 자비에 콜러
- 파이어스 오브 쿠웨이트 - 데이빗 더글러스
- 서바이벌 아일랜드 - 데이빗 더글러스
- 울브스(영어판) - 데이빗 더글러스
- 노스 오브 수퍼리어 - 그레이엄 퍼거슨
- 크로노스 - 론 프릭크
- 끝없는 도전 - 존 롱
- 어크로스 더 씨 오브 타임 - 스티븐 로우
- 비버스 - 스티븐 로우
- 작전명! 레드 플랙 - 스티븐 로우
- 슈퍼 스피드웨이 - 스티븐 로우
- 라스트 버팔로 - 스티븐 로우
- 타이타니카 - 스티븐 로우
- 에베레스트 - 그렉 맥길리브레이 외 1명
- 저니 오브 맨 - 키스 멜튼
- 스페이스 스테이션 - 토니 마이어스
- Imagine 3D - John Weiley
- 솔라맥스 - 존 웨일리

### 캐나다 이미지
- 데이 웨이트 - 어니 바바라쉬
- Shattered - Mike Barker
- Songs of Praise for the Heart Beyond Cure - Cooper Battersby
- 노말 - 칼 베세이
- 허서트 - A.J. 본드
- 트루 러브 - 애덤 브로디
- Mr. Big - Tiffany Burns
- 양쯔강을 따라서 - 창 융
- 범고래 루나 구하기 - 수잔 치스홈
- 아이 해브 씬 더 퓨쳐 - 캠 크리스티안슨
- DogBoy - Caroline Coutts
- 꽃은 피고 지고(Burgeon and Fade) - 오드리 커밍스
- 센티그레이드 - 콜린 커닝햄
- The Last Moment - Deco Dawson
- A Short Film About Falling - Max Dean
- 당신 - 프랑수아 들릴
- In Her Ear - Kris Elgstrand
- What Happened Last Summer - Stan Fox
- 보디빌더와 나 - 브라이언 프리드먼
- Reorder - Sean Garrity
- 서바이빙 마이 마더 - 에밀 고드리얼트
- 영 피플 퍼킹 - 마틴 게로
- For You, My People - José Pablo Gonzalez
- 커싱 핸리 - 켈리 함스
- 유니온 - 비즈니스 비하인드 게팅 하이 - 브렛 하비
- 쉬즈 어 보이 아이 뉴 - 그웬 하워스
- Stuff - Karl R. Hearne
- Les 3 P'tits Cochons - 패트릭 휴어드
- 하스팅스 스트리트 - 래리 켄트
- 행크 앤 마이크 - 매튜 클린크
- 스마일 - 줄리아 콴
- Madame Tutli-Putli - 크리스 라비스 외 1명
- Birthday Girl - Erin Laing
- The Cabinet - Karen Lam
- A Short Film About Falling - Peter Lynch
- 브랙패스트 위드 스콧 - 로리 린드
- 트레이시: 파편들 - 브루스 맥도널드
- Kodiak - Andrew MacLeod
- 마이 위니펙 - 가이 매딘
- 스프리츠 오브 플레이스 - 캐서린 마틴
- The PlaygroundedAnh Minh Truong - Anh Minh Truong
- No Bikini - Claudia Morgado Escanilla
- 위어즈빌 - 알란 모일
- Latchkey's Lament - Troy Nixey
- Confessions of an Innocent Man - David Paperny
- 락트 아웃 - 알베르 뒤퐁텔
- John's Untilted Clock - Shine Mi-Hyang Park
- 퓨저티브 피스 - 제레미 포데스와
- 리틀 북 오브 리벤지 - 장-프랑수아 풀리오
- Glimpse - Kryshan Randel
- 오 이스트 모리스? - 매튜 랜킨 외 1명
- 나는 존 레논을 만났다 - 조쉬 라스킨
- Digital Psyche - David Rimmer
- Apparent Woes - Lisa Robertson
- 파라다이스 - 제시 로젠스웨트
- 크루얼 벗 네시서리 - 사울 루비넥
- Awash - Naoko Sasaki
- 스톤 엔젤 - 카리 스코글랜드
- Wolf Lake - Michael V. Smith
- Taming Tammy - Tracy D. Smith
- 아메리칸 비너스 - 브루스 스위니
- 저스트 베리드 - 채즈 쏜
- Pickled Punk - Jackie Torrans
- 엘리자 - 폴 언윈
- Nightmare on Cambie Street - Ana Valine
- Songs of Praise for the Heart Beyond Cure - Emily Vey Duke
- 보이즈 게임 - 클레멘트 버고
- Diamonds in a Bucket - Sherry White
- The Prince of Pot: The US vs. Marc Emery - Nick Wilson
- Inside Time - Jason Young
- The Suicide Tourist - John Zaritsky

### 우리시대의 영화
- 개러지 - 레니 에이브러햄슨
- 10+4 - 마니아 악바리
- 안토니아 - Tata Amaral
- 사라진 별 - 지아니 아멜리오
- 유, 더 리빙 - 로이 앤더슨
- 휴가 - 토머스 아슬란
- 더 홈 송 스토리즈 - 토니 에이리스
- 투 임브레이시스 - 엔리케 베네
- 이슈카의 여정 - 처버 볼로크
- 뒷 이야기 - 누리 부지드
- 나쁜 버릇 - 시몬 브로스
- Cochochi - 이스라엘 카르데나스 외 1명
- 9월 - 피터 카스테어스
- 보포트 - 요세프 세다르
- 컨트롤 - 안톤 코르빈
- 인 메모리 오브 마이셀프 - 사베리오 코스탄조
- The Voyeurs - Buddhadeb Dasgupta
- 단계들 - 마이케 더 용
- 편집하다 - 브라이언 드 팔마
- 바나자 - 라즈네쉬 도말팔리
- 시간과 바람 - 레하 에르뎀
- 고 고 테일스 - 아벨 페라라
- 젤리피쉬 - Shira Geffen 외 1명
- 실비아의 도시 - 호세 루이스 구에린
- 모래의 소리 - 마리옹 한셀
- 호텔 베리 웰컴 - 소냐 헤이스
- So Long My Heart - Stefan Hillebrand
- 아웃소시드 - 존 제프코트
- 세비지스 - 타마라 젠킨스
- In the Shadow of the Dog - Girish Kasaravalli
- 카오스 - 토니 기글리오
- 악단의 방문 - 에란 콜리린
- 카라멜 - 나딘 라바키
- 악마가 너의 죽음을 알기 전에 - 시드니 루멧
- 나는 영국 왕을 섬겼다 - 이리 멘젤
- 안나 - 키릴 미칸노브스키
- Seachd - 사이몬 밀러
- 눈밭 속의 세 사람 - 나기 네마티
- 샷건 스토리즈 - 제프 니콜스
- 환희 - 시엥 쩌민
- 하운드 - 안 크리스틴 라이엘스
- 카운터페이터 - 슈테판 루조비츠키
- El Benny - Jorge Luis Sánchez
- 워커 - 폴 슈레이더
- 수입/수출 - 울리히 사히들
- 마돈넨 - 마리아 스페트
- 아들들 - 에릭 리츠터 스트랜드
- 엠프티스 - 얀 스베락
- 아르민 - 오그넨 스빌리치츠
- 제인 오스틴 북 클럽 - 로빈 스위코드
- 런던에서 온 사나이 - 벨라 타르
- 앨리스의 집 - 치코 테이세이라
- 유 톨드 미, 유 러브 미 - 루돌프 돔
- 더 배틀 인 시애틀 - 스튜어트 타운센드
- 파로 - 샐리프 트라오레
- 대사관에서 온 사나이 - 디토 친차체
- 아버지를 마지막으로 본 것은 언제입니까? - 아넌드 터커
- 삼손과 데릴라 - 코리나 반 에이크
- 파라노이드 파크 - 구스 반 산트
- 도취 - 이반 비리파에프
- 런던에서 브라이튼까지 - 폴 앤드류 윌리엄스
- 미스치프 나이트 - 알베르트 솔레
- 그레이트 월드 오브 사운드 - 크레이그 조벨

### 갈라스 부문
- 프라이스리스 - 피에르 살바도리
- 어톤먼트 - 조 라이트

### 논픽션 부문
- 워 메이드 이지 - 로레타 엘퍼 외 1명
- 내 아이는 저것을 그릴 수 있었다 - 아미르 바-레브
- Dust - Hartmut Bitomsky
- 포비든 라이즈 - 안나 브로이노스키
- 칼레 산타 페 - 카르멘 카스틸로
- 애니타 오데이 - 로비 카볼리나 외 1명
- Tarrafal - Pedro Costa
- 블랙 화이트 + 그레이 - 제임스 크럼프
- 더 트랩 - 애덤 커티스
- 인 더 컴파니 오브 액터스 - 이안 다링
- 오퍼레이션 필름메이커 - 니나 대번포트
- 노마닥 Tx - 파블로 이라부루 외 2명
- 네 인생을 요리하는 법 - 도리스 도리
- Kabul Transit - David Edwards 외 1명
- Wonders Are Many: The Making of Doctor Atomic - Jon Else
- 쉰들러스 하우저 - 헤인즈 에미그홀즈
- 사루드 - 코니 필드
- 워 댄스 - 숀 파인
- La Trinchera Luminosa del Presidente Gonzalo - Jim Finn
- The Tree - Gustavo Fontán
- 플라잉 - 컨페션스 오브 어 프리 우먼 - 제니퍼 폭스
- 루저 앤 위너 - 울라이크 프랭크 외 1명
- Out of Time - Harald Friedl
- 이윤 동기와 속삭이는 바람 - 존 지안비토
- 택시 투 더 다크 사이드 - 알렉스 기브니
- 인 서치 오브 모자르트 - 필 그랍스키
- 모너스터리 - 페르닐레 로제 그론자에르
- 남경 - 빌 구텐타그 외 1명
- 포토시, 여행의 시간 - 론 하빌리오
- 아버지의 음악 - 이고르 하이츠먼
- Made in China - John Helde
- 퍼스트 세터데이 인 메이 - 브래드 헤니건 외 1명
- 스트레인지 컬처 - 린 허쉬맨-리슨
- 포에버 - 헤디 허니그만
- 포 더 버블 텔스 미 소 - 다니엘 G. 카슬레이크
- 스콧 워커 - 30세기 남자 - 스티븐 키잭
- 만다 발라 - 제이슨 콘
- The Orange Chronicles - Damian Kolody
- 차마메 - 코시마 랑게
- 애니타 오데이 - 이안 맥크루든 외 1명
- 릴리 & 린더 - 제프리 모건
- 발레리나 - 베트랑 노르망
- 하늘과 땅 사이 - 마샤 노비코바 외 1명
- 스팁 - 마크 오벤호스
- 대매진 - 플로리언 옵피츠
- 지혜의 딸들 - 베리 펄만
- 독재자의 전쟁 - 존 필거 외 1명
- 자폐증: 뮤지컬 - 트리시아 레건
- Copacabana - Martin Rejtman
- 대니 윌리엄스와 워홀 팩토리 - 에스더 로빈슨
- 오퍼레이팅 씨어터 - 베누아 로셀
- 잇 해펀드 저스트 비포어 - 안자 살로모노비츠
- 온 더 럼바 리버 - 자크 사라신
- The Champagne Spy - Nadav Schirman
- 고향의 메아리 - 스테판 슈비에테트
- 달의 그늘에서 - 데이빗 싱턴
- 히어 앤 나우 - Irene Taylor Brodsky
- 위 아 투게더 - 폴 테일러
- 조인 어스 - 온디 티모너
- Balaou - Gonçalo Tocha
- Drowned in Oblivion - Pierre-Yves Vandeweerd
- Sweet & Sour - Eddie White
- Kabul Transit - Gregory Whitmore
- 배니시드 - 마코 윌리엄스

### 주목! 프랑스
- 프랑스 - 세르쥬 보종
- 미스트리스 - 카트린 브레야
- 둘로 잘린 소녀 - 끌로드 샤브롤
- 7년 - Jean-Pascal Hattu
- 빨간 풍선 - 허우 샤오시엔
- 휴먼 퀘스천 - 니콜라스 클로츠
- In Your Wake - David Oelhoffen
- 도끼에 손대지 마 - 자크 리베트
- 잠수종과 나비 - 줄리앙 슈나벨
- 공포의 변호사 - 바벳 슈로더
- 딸을 찾아서 - 비르지니 와공

### 용과 호랑이
- 구브라 - 야스민 아흐마드
- Inch-High Samurai - Aihara Nobuhiro
- 비밀 - 안와르 조코
- 연습곡 - 후아이-엔 첸
- 신 인간 개 - 천 싱잉
- 노항정전 - 조양준
- 야간 열차 - 댜오 이난
- A Story Constructed Of 17 Pieces Of Space 1 Moggot - 히라바야시 이사무
- Higurashi - Hirosue Hiromasa
- 무키다시 니폰 - 이시이 유야
- 리턴 - 장창호 외 3명
- 무용 - 지아장커
- 태양은 다시 떠오른다 - 강문
- Ho Chi Minh - Joon Yoon-Suk
- 소이연 - 김진만
- Obbah--A Girl's Elder Brother - Kim Jongguk
- 아스라이 - 김삼력
- 감독 만세! - 기타노 다케시
- 클라우드 레이니 - 권아름
- 밀양 - 이창동
- 다리들 - 이혜영
- 불을 지펴라 - 이종필
- 라디오 스타 - 이준익
- De-Orbited: Like a Scale in Zero Gravity - Lee June-Soo
- 도와줘, 에로스 - 이강생
- 십분간 휴식 - 이성태
- Homeless F.C. - Lynn Lee
- 로스트 인 베이징 - 리 위
- 주머니 속의 꽃 - 셍 탓 리우
- 출구 없는 거리 - 앤슨 막
- 입양아 - 브리얀테 멘도사
- 새총 - 브리얀테 멘도사
- This World of Ours - Nakajima Ryo
- 3:00 AM - Nogami Suwami
- Reunion - Park Junggyu
- 작은 나방 - 펑 타오
- 플로이 - 펜엑 라타나루앙
- 영원으로 가는 사흘 - 리리 리자
- 수 - 최양일
- Masters of Killing - Shinozaki Makoto
- 그래도 내가 하지 않았어 - 수오 마사유키
- 방콕 타임 - 산티 태파니치
- 사랑은 이긴다 - 천추이메이
- 미친 형사 - 두기봉
- 中여인의 연대기 - 왕빙
- 바람의 비밀 - 왕 옌니
- 푸지안 블루 - 웡 셔우밍
- 코끼리와 바다 - 우밍진
- 마츠가네 난사사건 - 야마시타 노부히로
- 다른 반쪽 - 잉량
- 낙엽귀근 - 장양
- 정오의 개 짖는 소리 - 장 위에동

### 특별소개 부문
- 천국의 가장자리 - 파티 아킨
- 헐리우드 차이니즈 - 아서 동
- 색, 계 - 이안
- 4개월, 3주... 그리고 2일 - 크리스티안 문주
- 백 개의 못 - 에르마노 올미
- 페르세폴리스 - 뱅상 파로노드
- 파두 - 카를로스 사우라